# Vestigial Peter
Vestigial Peter («Рудиментарный Питер») — вторая серия двенадцатого сезона мультсериала «Гриффины». Премьерный показ состоялся 6 октября 2013 года на канале FOX.

## Сюжет
Питер с Лоис собираются пойти в церковь. Когда Питер одевается, Лоис говорит, что у Питера драная рубашка и после церкви они вместе заедут в магазин и купят что-нибудь новое для него. Приехав в магазин, Питер с Лоис наконец-то находят новую рубашку для Питера, но она почему-то не налезает на него. Лоис говорит, что, может быть, Питер немного набрал весу, но оказывается, что у него на шее образовалась какая-то опухоль. Вместе они едут в больницу на прием к доктору Хартману.
Доктор говорит, что у Питеру, судя по всему, из шеи растет рудиментарный близнец. После вскрытия шишки из шеи Питера вылезает еще одна небольшая голова, тот самый рудиментарный близнец Питера. Он разговаривает, очень хорошо шутит. Приехав домой, Питер показывает Чипа (новое имя брата) семейству. Всем он сразу приходится по душе. Брайан поначалу говорит о некоторой опасности для Питера, но услышав, как Чип похвалил Брайана за приобретенный им Приус, Брайан тоже присоединяется к семейству: Чип бесподобен.
Вместе с Чипом Питер едут отдохнуть за город, где Чип раскрывает Питеру тайны общения с дикими зверями, он все время говорит, смеется, и заставляет Питера открывать для него этот мир. Доходит до того, что Чип соблазняет начальника Питера по работе и спит с ней. Питер решает избавиться от Чипа, попросив доктора Хартмана разделить их друг от друга. После операции, Чип ходит на ногах, все внимание теперь исключается исключительно ему: Лоис делает перестановку в доме по указанию Чипа, выкидывает старый любимый диван Питера, вся семья поет главную песню из сериала, отдавая партию Питера Чипу. Питер говорит Лоис, что Чип надоел ему, но Лоис говорит, что Питер тоже когда-то был таким же юным и энергичным, но не сейчас.
Питер решается пойти на серьезные меры. Он ведет в дом бойцовую собаку, но его план срывается: Чип обо всем догадывается и уходит из дома, обвиняя Питера, как плохого отца и брата. Когда Гриффины узнают об этом, все немедленно кидаются за Чипом на поиски, а Питер решает немного выпить. Зайдя за запасами пива в подвал, он падает с лестниц и ломает себе ноги. Чип возвращается домой, чтобы извиниться перед Питером, но видит, как он сломал себе ногу. Оказав Питеру помощь, он доставляет его в больницу. Уже там Питер перед всей семьей извиняется перед Чипом и просит его вернуться в семью, но Чип говорит о том, что ему надо повидать этот мир, он улетает на воздушном шаре. Позже говорится, что Чип попал в «Бывает и хуже» на канале ABC.

## Рейтинги
- Рейтинг эпизода составил 2.5 среди возрастной группы 18-49 лет.
- Серию посмотрело порядка 5.20 миллиона человек.
- Серия стала второй по просматриваемости в ту ночь «Animation Domination» на FOX, победив по количеству просмотров новые серии «Американского Папаши!» и «Бургеры Боба», но проиграв «Симпсонам».[1]

## Критика
Специалисты из A.V. Club дали эпизоду оценку C+, говоря: «Объем шуток в серии делает сложным досмотреть "Рудиментарного Питера" до конца...» Критики не оценили шуток про торговый центр, в частности, про снайпера: «делается впечатление, будто в этом торговом центре происходит нечто страшное.» Также специалисты отметили сцену с Брайаном, когда Чип хвалит его за использование Приуса.